# Staat Syrien (1925–1930)

Flagge des État de Syrie

Der Staat Syrien (französisch État de Syrie, arabisch دولة سوريا, DMG Daulat Sūriyā) war ein französisches Mandatsgebiet, der als Nachfolger des 1920 kurz zuvor durch Frankreich zerschlagenen Königreichs Syrien ausgerufen wurde. 
Der Staat wurde 1922 zunächst als Syrische Föderation (französisch Fédération Syrienne, arabisch الاتحاد السوري, DMG al-Ittiḥād as-Sūrī) gegründet, indem man dem Staat Aleppo, dem Staat Damaskus und dem Alawitenstaat eine zentrale Versammlung zur Verfügung gestellt hatte. Am 1. Dezember wurde die Vereinigung der Staaten von Aleppo und Damaskus bekanntgegeben und der Staat Syrien ausgerufen. Der Alawitenstaat trat dem État de Syrie nicht bei. Der Nachfolger war die 1930 gegründete Syrische Republik.

## Hintergrund
Nach der Konferenz von Sanremo 1919 und der Niederlage König Faisals in der Schlacht von Maysalun etablierte der französische General Henri Gouraud eine Zivilverwaltung in dem Territorium des Völkerbundes. Diese Mandatsregion wurde in sechs Staaten unterteilt. Zwar fanden bei der Festlegung der neuen Grenzen die Siedlungsräume der verschiedenen konfessionellen Gruppen Syriens Berücksichtigung, trotzdem war insbesondere die überwiegend sunnitische Bevölkerung von Aleppo und Damaskus strikt gegen die föderale Gliederung des Landes.

## Geschichte
Im Juli 1922 errichtete Frankreich eine lose Föderation zwischen drei dieser Staaten: dem Staat Damaskus, dem Staat Aleppo und dem Alawitenstaat unter dem Namen Syrische Föderation. Der Drusenstaat des Dschebel ad-Duruz und der Großlibanon waren nicht Teil diesen Bundes. Der erste und einzige Präsident dieser Föderation war Subhi Bey Barakat al-Chalidi. Der autonome Sandschak Alexandrette wurde 1923 dem Staat Aleppo eingegliedert. Die Föderation übernahm eine neue Flagge (grün-weiß-grün mit französischem Canton), welche später die Flagge des Staates Syrien werden sollte.
Am 1. Dezember 1924 spaltete sich der Alawitenstaat von der Föderation ab, als die Staaten Aleppo und Damaskus in dem neuen État de Syrie (Staat Syrien) vereinigt wurden. Die Unzufriedenheit mit der französischen Direktherrschaft ebbte nicht ab: 1925 brach die große Drusenrevolte aus. Sie wurde vom Drusenführer Sultan Pascha al-Atrasch im Drusengebirge angeführt, breitete sich schnell über das gesamte Mandatsgebiet aus und wurde zu einem allgemeinen Aufstand. Sie wurde 1927 von Frankreich auf brutale Weise niedergeschlagen; dabei wurden zahlreiche Drusen von französischen Soldaten massakriert.
1928 wurde die Oppositionsgruppe Nationaler Block gegründet, der eine Unabhängigkeit Syriens und ein mit Libanon und den Nachbarstaaten vereinigtes Großsyrien anstrebte. 1928 wurde zudem Taj Eddine el-Hasani zum (letzten) Präsidenten des Staates Syrien. 1930 wurde dem Staat Syrien schließlich der Alawitenstaat und das Kurdengebiet Djézireh angeschlossen und eine neue Verfassung trat in Kraft. Dies war die Geburtsstunde der Syrischen Republik; sie existierte bis 1963.

## Bibliografie
- David K. Fieldhouse: Western imperialism in the Middle East 1914–1958. Oxford University Press, Oxford u. a. 2006, ISBN 0-19-928737-6.
- Derek Hopwood: Syria 1945–1986. Politics and society. Unwin Hyman, London u. a. 1988, ISBN 0-04-445039-7.
- Sami Moubayed: Steel & silk. Men and women who shaped Syria 1900–2000. Cune, Seattle WA 2006, ISBN 1-885942-40-0.